# Frank Kurtz
Frank Kurtz (Davenport, 9 de septiembre de 1911-North Hollywood, 31 de octubre de 1996) fue un clavadista o saltador de trampolín estadounidense especializado en plataforma de 10 metros, donde consiguió ser medallista de bronce olímpico en 1932.

## Carrera deportiva
En los Juegos Olímpicos de 1932 celebrados en Los Ángeles (Estados Unidos) ganó la medalla de bronce en los saltos desde la plataforma de 10 metros, con una puntuación de 121 puntos, tras sus paisanos estadounidenses Harold Smith y Michael Galitzen.